# Luciára
Luciára là một đô thị thuộc bang Mato Grosso, Brasil. Đô thị này có diện tích 4145,262 km², dân số năm 2007 là 2419 người, mật độ 0,58 người/km².